# Синхронизация колебаний
Синхронизация колебаний (фазовая синхронизация) — процесс установления и поддержания режима колебаний двух и более связанных осцилляторов, при котором частоты этих осцилляторов близки друг к другу (или их отношение близко к отношению двух небольших целых чисел). Синхронизация колебаний возможна только в случае нелинейных осцилляторов. При этом осциллятор может быть как естественно нелинейным, например струна, колебательный контур с нелинейной индуктивностью, мультивибратор,  поперечные колебательные моды кристаллов, так и с искусственно внесенной нелинейностью, например, колебательный контур, связанный с диодом или транзистором, системы фазовой автоподстройки частоты.  
Существует два основных типа синхронизации колебаний: взаимный, при котором установившаяся частота колебаний системы отличается от собственных частот колебаний каждого из осцилляторов, и принудительный (или захватывание частоты), при котором частота одного из осцилляторов (называемого синхронизующим) остаётся неизменной, а частота других подстраивается под неё. Для первого типа синхронизации характерно тесное взаимовлияние систем друг на друга, для второго же — одностороннее влияние синхронизирующего осциллятора на остальные осцилляторы и отсутствие обратной связи.